# Front Południowo-Zachodni (II radziecki)
Front Południowo-Zachodni (ros. Юго-Западный фронт) – jedno z wielkich operacyjno-strategicznych ugrupowań wojsk Armii Czerwonej o kompetencjach administracyjnych i operacyjnych na zachodnim terytorium ZSRR działających w czasie II wojny światowej.

## Historia
Utworzony 22 czerwca 1941 w momencie niemieckiego uderzenia na ZSRR. Wystawiono go na bazie Kijowskiego Specjalnego Okręgu Wojskowego. W tym czasie było to największe zgrupowanie wojsk Armii Czerwonej.
Dodatkowo na bezpośrednim zapleczu Frontu w Zachodnim Specjalnym Okręgu Wojskowym znajdowały się: 19 i 24 Korpusy Zmechanizowane, 37 i 55 Korpusy Strzeleckie, 14 Dywizja Kawalerii, 2 korpusy powietrznodesantowe, 5 brygad artylerii przeciwpancernej, 22 pułki artylerii korpuśnej, 3 pułki artylerii Odwodu Naczelnego Dowództwa (OND), 4 samodzielne dywizjony artylerii wielkiej mocy OND, 8 samodzielnych dywizjonów artylerii przeciwlotniczej.
Front Południowo-Zachodni bronił pogranicza w pasie od Włodawy po źródła Prutu. Latem 1941 toczył walki obronne z głównymi siłami niemieckiej „Grupy Armii Południe” na Ukrainie zachodniej i prawobrzeżnej. Armia niemiecka po ciężkiej bitwie w rejonie Dubna i Równego odrzuciła wojska frontu za tzw. Linię Stalina, a po wyprowadzeniu uderzenia od strony Rumunii zniszczyła połowę jego wojsk (6 Armia, 12 Armia) w „kotle” pod Humaniem (początek sierpnia). Wojska Frontu Południowo-zachodniego wycofały się za Dniepr i po otrzymaniu posiłków (37 Armia, 38 Armia) odtworzyły linię obrony. We wrześniu zostały jednak zaskoczone atakiem prawego skrzydła niemieckiej Grupy Armii „Środek” i zniszczone w wielkim „kotle” pod Kijowem.
Odbudowany na przełomie września i października 1941 roku prowadził walki odwrotowe w rejonie Zagłębia Donieckiego z którego został wyparty (skład: 6 Armia, 21 Armia, 38 Armia, 40 Armia). Zajął obronę na linii: Jefremow, Zadońsk, Wołczansk, Izium, Krasny Liman. W listopadzie przejął resztki rozbitego Frontu Briańskiego, którymi wspomógł front zachodni w bitwie pod Moskwą. W styczniu 1942 roku wsparł w walkach wojska Frontu Południowego czego skutkiem było powstanie na prawym brzegu Dońca przyczółka barwienkowskiego-łozowskiego (patrz: Kontrofensywy sowieckie 1941/1942), z którego 12 maja przeprowadził nieudaną operację zdobycia Charkowa w ramach operacji charkowskiej, zakończoną rozbiciem jego sił uderzeniowych i utratą przyczółka. Pozostałe jednostki poniosły znaczne straty w pierwszym miesiącu niemieckiej operacji „Blau” (w tym czasie w składzie: 9 Armia, 21 Armia, 28 Armia, 38 Armia, 57 Armia, 8 Armia Lotnicza). W dniach 10 – 12 czerwca został odrzucony za rzekę Oskoł. 28 czerwca zagrożony od południa okrążeniem rozpoczął na początku lipca odwrót i uniknął okrążenia w wielkim łuku Donu.
12 lipca 1942 został rozwiązany. Jego sztab dostał zadanie sformowania Frontu Stalingradzkiego. Część jego prawoskrzydłowych jednostek weszła w skład Frontu Stalingradzkiego, pozostałe w skład Frontu Południowego.
Front Południowo-Zachodni utworzono ponownie 25 października 1942 r. na bazie rozwiązanego dowództwa 1 Gwardyjskiej Armii z wojsk prawego skrzydła Frontu Dońskiego i odwodów Naczelnego Dowództwa nad środkowym Donem, jako część planu operacji rozbicia wojsk niemieckich pod Stalingradem (operacja Uran). Składał się z 21 Armii, nowej 1 Gwardyjskiej Armii oraz 5 Armii Pancernej i 17 Armii Lotniczej. Jego armie wraz z Frontem Dońskim odegrały główną rolę w uderzeniu północnego skrzydła wojsk radzieckich (listopad 1942), a następnie utworzyły zewnętrzny pierścień okrążenia wojsk niemieckich pod Stalingradem. W grudniu wraz z Frontem Woroneskim przyczynił się do kolejnych sukcesów nad Donem likwidując wszelkie próby deblokady Stalingradu przez Wehrmacht (operacja „Saturn”). Po wykonaniu tej operacji dysponował siłą: 1 i 3 Gwardyjskich Armii, 5 Armii Uderzeniowej, 5 Armii Pancernej, 6 Armii oraz 17 Armii Lotniczej. Na początku 1943 sforsował Doniec, obszedł od południa Charków i wyszedł w połowie lutego na przedpola Dniepropietrowska. W lutym 1943 roku po kapitulacji Wehrmachtu pod Stalingradem, front wkroczył w rejon Donbasu z zamiarem odcięcia nad Morzem Czarnym wojsk Grupy Armii „Don” (operacja „Skok”). Został jednak odrzucony i zmuszony do odwrotu po klęsce własnej grupy uderzeniowej w rejonie Łozowa na Ukrainie w wyniku przeciwnatarcia sił niemieckich.
Wziął udział w bitwie pod Kurskiem (lipiec 1943). 23 sierpnia wraz z Frontem Woroneskim i Frontem Stepowym wyzwolił Charków. Operację wyzwalania Zagłębia Donieckiego prowadził od sierpnia wraz z Frontem Południowym dysponując siłami 1, 3 i 8 Gwardyjskiej Armii, 6 i 12 Armii. W końcu września wyszedł nad Dniepr między Wierchnie Dnieprowskiem a Zaporożem zdobywając przyczółki na prawym brzegu. 14 października 1943 opanował Zaporoże, a tydzień później (20 października 1943) został przemianowany w 3 Front Ukraiński.

## Dowódcy Frontu
- gen. płk Michaił Kirponos – od 22 czerwca do 20 września 1941[3],
- marszałek Związku Radzieckiego Siemion Timoszenko – od 30 września do 18 grudnia 1941,
- gen. por. Fiodor Kostienko – od 18 grudnia 1941 do 8 kwietnia 1942,
- marszałek Związku Radzieckiego Siemion Timoszenko – od 8 kwietnia do 12 lipca 1942,
- gen. armii Nikołaj Watutin – od 25 października 1942 do 27 marca 1943,
- gen. płk Rodion Malinowski – od 27 marca do 20 października 1943.

## Struktura organizacyjna
Skład w czerwcu 1941:
- 5 Armia,
- 6 Armia,
- 12 Armia,
- 26 Armia[4].

Razem: 59 dywizji (w tym 16 pancernych i 8 zmechanizowanych, 2 kawalerii).
W skład frontu wchodziły też:
- 46 Armia,
- 1 Gwardyjska Armia,
- 3 Gwardyjska Armia,
- 8 Gwardyjska Armia,
- 17 Armia Lotnicza[5].